# Вурцен
Вурцен (нім. Wurzen) — місто в Німеччині, розташоване в землі Саксонія. Входить до складу району Лейпциг.
Площа — 68,54 км2. Населення становить 16 211 ос. (станом на 31 грудня 2020).